# Jordán (přítok Velkého Solného jezera)
Jordán je 82 kilometrů dlouhá řeka v Utahu ve Spojených státech amerických. Teče v okresech Utah, Salt Lake a Davis. Vytéká z Utažského jezera přes údolí Solného jezera do bezodtokého Velkého Solného jezera.
Na březích Jordánu stojí čtyři z pěti největších utažských měst: Salt Lake City, West Valley City, West Jordan a Sandy City.

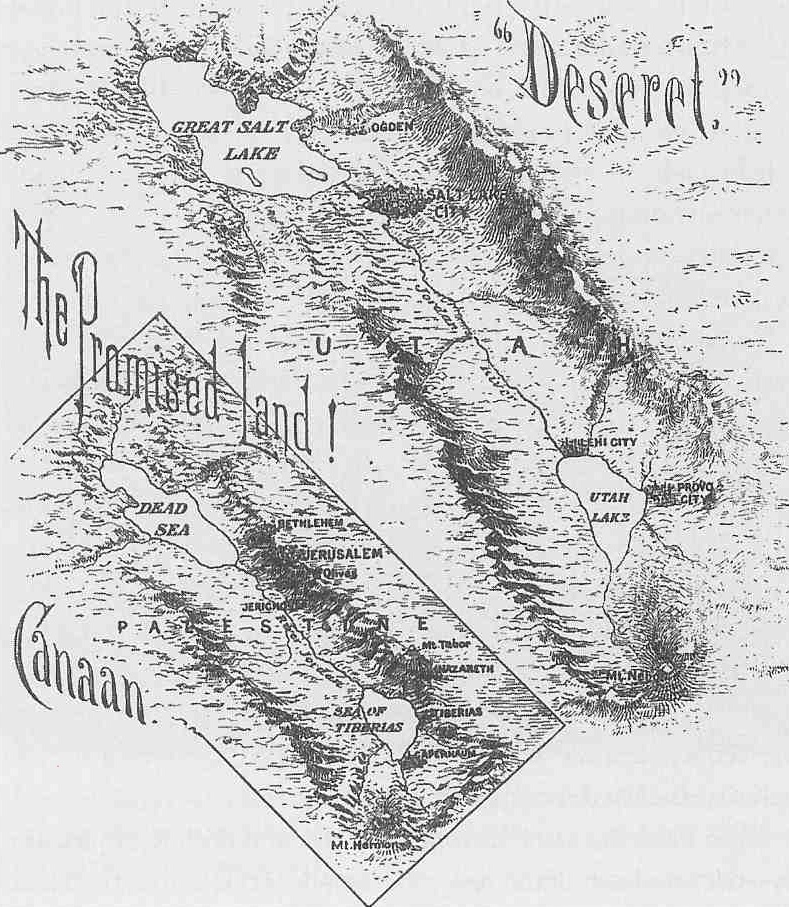
Srovnání dvou Jordánů s odkazem na „zaslíbenou zemi“ v turistické brožuře Union Pacific Railroad z roku 1891

Řeka byla pojmenována podle řeky Jordánu. Ta totiž také spojuje dvě jezera, Galilejské jezero a Mrtvé moře, přičemž i v tomto případě je druhé jezero slané a bezodtoké.